# Багрий, Пётр Илларионович
Петр Илларионович Багрий (5 ноября 1925 — 21 марта 1981) — советский экономист, академик Академии наук УССР (1973).

## Биография
Родился 5 ноября 1925 года в селе Тополевка Винницкой области.
В 1954 году окончил Одесский институт народного хозяйства.
С 1957 года работал в Институте экономики Академии наук Украины. В 1961—1965 годах — сотрудник статистического отдела социально-экономического департамента Организации Объединённых Наций (ООН). В 1970 году получил степень доктора экономических наук.
В 1971—1976 гг. работал директором Института экономики АН УССР. Заслуженный академик наук Украины.
Автор научных трудов по вопросам политической экономии, развития народного хозяйства и экономической статистики. 27 декабря 1973 года удостоен премии имени А. Г. Шлихтера АН Украины.
Скончался 21 марта 1981 года. Похоронен на Байковом кладбище Киева.